# Tiptronic
 (juin 2008).
Si vous disposez d'ouvrages ou d'articles de référence ou si vous connaissez des sites web de qualité traitant du thème abordé ici, merci de compléter l'article en donnant les références utiles à sa vérifiabilité et en les liant à la section « Notes et références ».

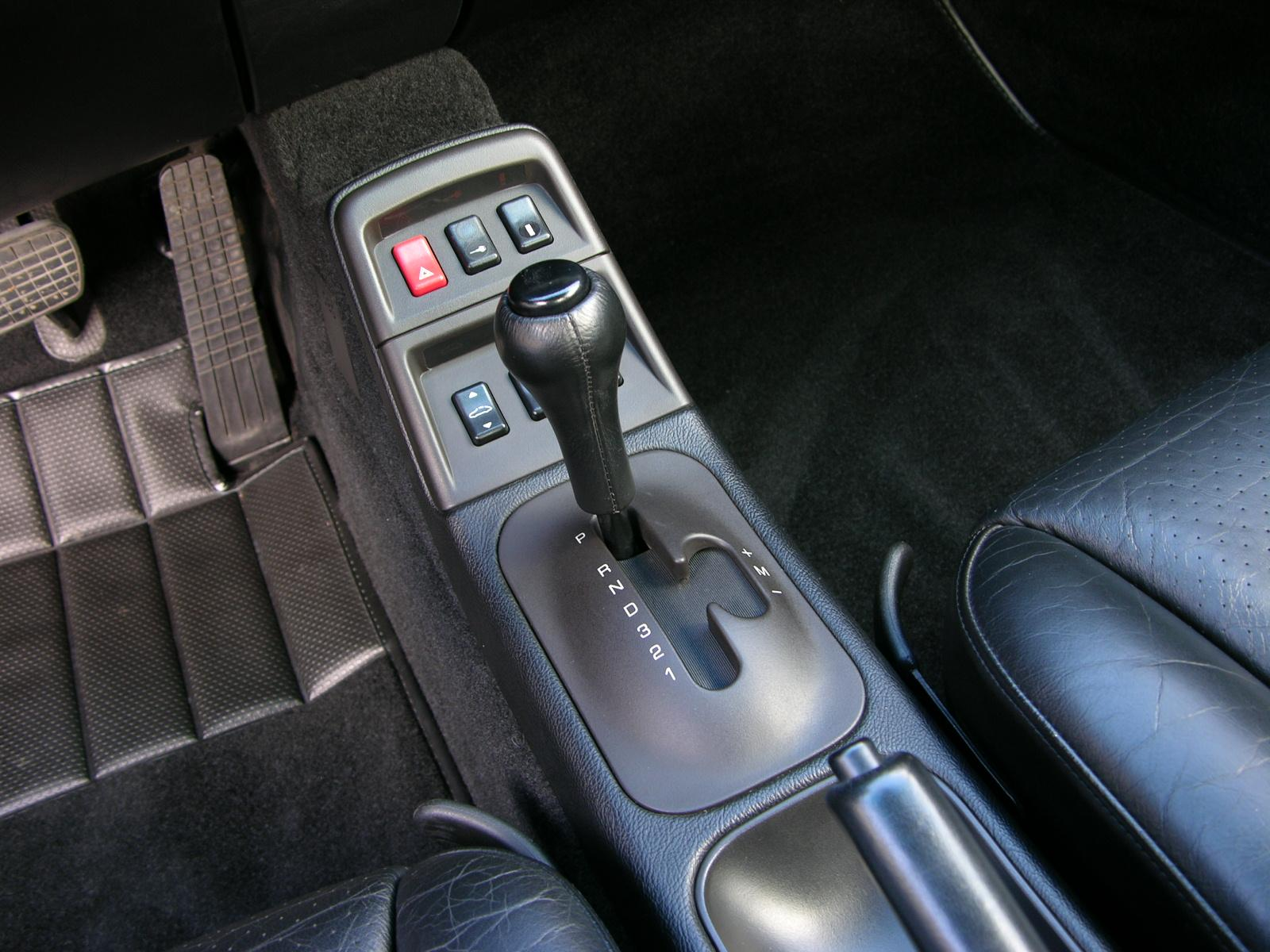
Les premiers leviers Tiptronic (Porsche 911 Carrera 2), le mode « manuel » est à droite (+ et -).

Tiptronic est un type de boîte de vitesses automatique développé par Porsche qui est utilisé sur certains de ses véhicules ainsi que sur ceux d'autres marques. C'est une marque déposée qui appartient au constructeur de voitures de sport allemand, marque qui est également utilisée sous licence par d'autres constructeurs tels que Volkswagen, Audi et Skoda.

## Fonctionnement
Une transmission Tiptronic utilise un convertisseur de couple et une boite de vitesses mécanique à Train épicycloïdal, elle peut être utilisée en mode complètement automatique mais permet également au conducteur d'outrepasser ce mode en déplaçant le levier de vitesses sur la position « Manuelle » et en basculant le levier (+ et -), ou en agissant directement sur des palettes au volant pour monter les rapports ou les descendre.

## Utilisation
La première boîte de vitesses Tiptronic est proposée en option sur la 964 Carrera 2 de 1990, elle offre quatre rapports. Elle est dotée de 5 rapports sur les 996 en 1997 et 997 Phase 1 en 2004. En 1998, la transmission de la 996 Carrera 4 est proposée en version intégrale.
La transmission Tiptronic fut montée sur des véhicules du groupe Volkswagen dès la fin des années 90 à moteur transversal, notamment la Golf IV ou le Sharan. La transmission à cinq rapports Jatco 09A et 09B s'avère bien plus compacte que les premiers modèles à quatre rapports.
À partir des versions 2009, une Boîte de vitesses robotisée à double embrayage et six rapports baptisée PDK (Porsche DoppelKupplung) est proposée en option sur la gamme Porsche 911 en remplacement des Tiptronic.

## Systèmes comparables
D'autres constructeurs utilisent des systèmes comparables au système Tiptronic, mais sous d'autres noms :
- Acura : Sequential SportShift
- Alfa Romeo : Sportronic, Q-Tronic
- Aston Martin : Touchtronic
- Audi : S-Tronic
- BMW : Steptronic
- Chrysler/Dodge/Jeep : AutoStick
- Citroën : Sensodrive
- Ford (Australie) : Sequential Sports Shift
- Honda : iShift, S-matic, MultiMatic
- Hyundai : Shiftronic, HIVEC H-Matic
- Infiniti : Manual Shift Mode
- Jaguar : Bosch Mechatronic
- Kia : Steptronic
- Lancia : Comfortronic
- Land Rover : CommandShift
- Lexus : E-Shift
- Mazda : Sport AT
- Mercedes-Benz : TouchShift, G-tronic
- MG-Rover : Steptronic
- Mitsubishi : INVECS, INVECS II, Sportronic, Tiptronic
- Nissan : Tiptronic
- Opel/Vauxhall : Easytronic
- Peugeot : 2Tronic
- Pontiac : TAPshift
- Renault : Quickshift
- Saab : Sentronic
- Subaru : Sportshift (système développé par Prodrive Ltd.)
- Smart : Softip
- Volkswagen : Tiptronic
- Volvo : Geartronic